# 譚子中
谭子中，字允佳，廣東順德府杏坛镇甘竹人，清朝政治人物、同進士出身。
同治二年（1863年）癸亥恩科進士，授湖南江華縣知縣。